# 豊通マシナリー
株式会社豊通マシナリー（英: Toyotsu Machinery Corporation ）は、愛知県名古屋市中村区名駅4丁目に本社を置く、豊田通商グループの機械専門商社。コーポレートコピーは 「機械商社No.1」から「機能商社No.1」へ。
2010年（平成22年）10月1日、TEMCO・豊通マシナリー・豊通エスケー・DICOの4社合併に伴い設立された（存続企業はTEMCO）。

## 沿革
- 1978年 - 愛知県名古屋市中村区名駅4丁目に豊通エンジニアリングが設立。
- 1985年 - 本社を豊田市堤町（現・堤支店）へ移転。
- 2007年 - トーメンテクノソリューションズと経営統合し、社名をTEMCOに変更。
- 2009年 - 豊田通商との合弁で株式会社豊通マシナリーを設立。(出資比率：豊田通商75%、TEMCO25%)
- 2010年
  - 設備の設計製作部門を分割し、豊通テクノプロト（現・豊通テック）に継承。
  - TEMCOを存続会社とし、豊通マシナリー、豊通エスケー、DICOと合併。社名を株式会社豊通マシナリーに変更。
- 2011年
  - 本社を名古屋市中村区名駅4丁目（名駅IMAIビル）に移転。
  - 東京支店と有明事業所を統合。東京支店を東京都港区港南2丁目（SOUTH PORT品川）へ移転。
- 2014年 - 愛知県刈谷市に製造現場を再現したものづくり拠点「3D造形工房」を開設。
- 2015年
  - 東京支店を東京都港区港南2丁目（品川フロントビル）へ移転。
  - 横河レンタ・リースと販売代理店契約を締結。
  - 「3D造形工房」にて「3D造形受託生産サービス」を展開開始。
- 2016年 ‐ 本社を名古屋市中村区名駅4丁目（シンフォニー豊田ビル）へ移転。
- 2018年
  - 4月 - 広島分室（広島県）を開設。
  - 10月 - 福岡分室（福岡県）を開設。

## 事業内容
- 設備･工場･技術営業（工作機械、産業機械、繊維機械などの設備導入、改善･メンテナンス）
- 常備品事業（設備予備品や刃具・工具、油脂や副素材、用度品などの供給サービス。世界47拠点、取扱品番登録点数120万点を有する）
- 技術サービス事業（国内外の工場スペースについて、現地調査からプロジェクト計画立案、設備調達、据付・設置、調整・改造、号口までの一連のプロセスをトータルサポート）
- 3Dソリューション事業（3Dプリンタや3Dスキャナ、各種ソフトウェア等の販売・サポート）

2015年までは、輸入総代理業（米国Big Ass Solutions 社の省エネ超大型シーリングファン：Big Ass Fans の輸入総代理業）を手掛けていたが、2016年以降は同じ豊通グループの豊通ファシリティーズに業務を譲渡した。

## 事業所
- 本社

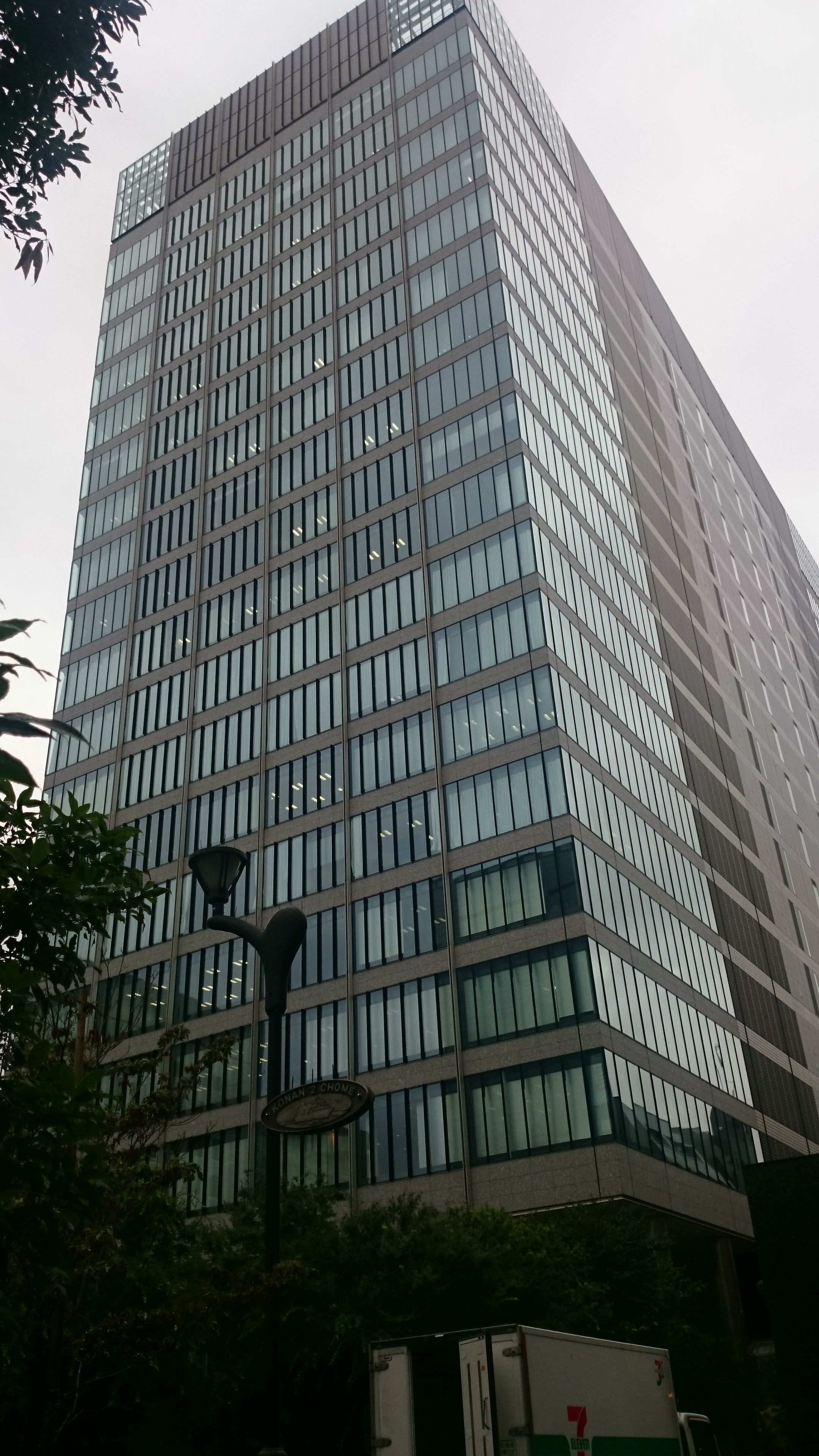
5階に東京支店が入居
（品川フロントビル）

  - 〒450-0002 愛知県名古屋市中村区名駅四丁目11番27号 シンフォニー豊田ビル13階・15階
- 東京支店
  - 〒108-0075 東京都港区港南2丁目3番13号 品川フロントビル5階
- 堤支店
  - 〒473-0932 愛知県豊田市堤町東住吉50番地
- 豊田支店
  - 〒471-8512 愛知県豊田市寿町7丁目66番地 豊通ビル豊田
- 大阪支店
  - 〒542-0081 大阪府大阪市中央区南船場4丁目3番11号 大阪豊田ビル8階
- 浜松支店
  - 〒430-7714 静岡県浜松市中央区板屋町111番地の2 浜松アクトタワー14階
- 九州支店
  - 〒823-0014 福岡県宮若市下有木11番地24
- 北海道営業所
  - 〒059-1396 北海道苫小牧市字勇払145-259
- 東北営業所
  - 〒981-3408 宮城県黒川郡大和町松坂平7-2-1
- 日野営業所
  - 〒191-0003 東京都日野市日野台1丁目23-1 遠藤第2ビル3階
- 三島営業所
  - 〒411-0033 静岡県三島市文教町1丁目9-11 Ｚ会文教町ビル5階
- 北陸営業所
  - 〒915-0074 福井県越前市蓬莱町6-16 アークビル2階
- 田原分室
  - 〒441-3401 愛知県田原市緑が浜2号1-36
- 北陸分室
  - 〒930-0004 富山県富山市桜橋通り2番25号 第一生命ビル
- 高松分室
  - 〒760-0050 香川県高松市亀井町2-1 朝日生命高松ビル7階
- 広島分室
  - 〒730-0051 広島県広島市中区大手町2-11-2 グランドビル大手町10階
- 福岡分室
  - 〒812-0011 福岡県福岡市博多区博多駅前1-2-5 紙与博多ビル8階（豊田通商株式会社 九州支店内）
- 太田出張所
  - 〒373-0851 群馬県太田市飯田町1258-1 太田丸の内ビル4階
- 3D造形工房
  - 〒448-0847 愛知県刈谷市宝町2-5-8

## グループ会社
- 株式会社エネ・ビジョン（8.7%出資）[3]
- ITS: Industrial Tech Services, Inc.（10%出資）[4]
- TTMEC: 豊通機械（天津）有限公司（30%出資）[5]
- TTMEC-G: 豊通機械（天津）有限公司 広州分公司（35%出資）
- TTMET: TOYOTA TSUSHO M&E (THAILAND)CO.,LTD（34.7%出資）[6]